# ببکک ۳۱۶۷
سیارک ۳۱۶۷ (به انگلیسی: 3167 Babcock، نامگذاری:1955RS) سه هزار و صد و شصت و هفتمین سیارک کشف شده‌است که در ۱۳ سپتامبر ۱۹۵۵ کشف شد.
قدر مطلق سیارک برابر ۱۱٫۴۰ است.